# 悪名波止場
『悪名波止場』（あくみょうはとば）は、1963年9月7日公開の大映京都撮影所作品。カラー、大映スコープ。森一生監督、勝新太郎主演の任侠映画、『悪名シリーズ』第7弾。

## 配役
- 勝新太郎 : 朝吉
- 田宮二郎 : 清次
- 滝瑛子 : 悦子
- 水原弘 : 仙太郎
- 藤田まこと : 三郎
- 藤原礼子 : お照
- 紺野ユカ : おとし
- 弓恵子 : おみつ
- 真城千都世 : お末
- 毛利郁子 : おりき
- 青山ミチ : 唄う女
- 清川虹子 : おげん
- 伊達三郎 : 社長
- 吉田義夫 : 鬼瓦の吉
- 水原浩一 :ごて安
- 矢島陽太郎 :ちょろ竹
- 天王寺虎之助 :水平松
- 杉狂児 : 平造
- 島ひろし : 八
- ミス・ワカサ : おかね
- 太田優子 : お竹
- 芝田総二 : アンコA
- 小林加奈枝 : 女のアンコ甲
- 滝のぼる : 女のアンコ乙
- 三藤愛子 : おしん
- 西岡弘善 : 子分A
- 薮内武司 :子分B
- 谷口和子 : 保母

## スタッフ
- 監督 : 森一生
- 企画 : 財前定生
- 撮影 : 本多省三
- 美術 : 太田誠一
- 音楽 : 斎藤一郎
- 編集 : 谷口孝司
- 脚本 : 依田義賢
- 原作 : 今東光 「悪名」

## 製作

### 撮影
波止場のシーンなど、ロケ部分は全て広島県で行われた。1963年夏に一週間、スタッフ・キャスト合わせて総勢120余名で広島入りするという当時としても珍しい大がかりなロケであった。

## 同時上映
- 『黒の商標』